# Hotell Marigold 2
Hotell Marigold 2 (engelska: The Second Best Exotic Marigold Hotel) är en brittisk dramakomedi från 2015, filmen hade världspremiär 26 februari 2015 och Sverigepremiär 13 mars 2015.
Filmen är regisserad av John Madden med bland annat Judi Dench och Bill Nighy i rollerna.
Filmen är en uppföljare till Hotell Marigold från 2012.

## Handling
Hela det sprudlande gänget är kvar på hotellet och får välkommet sällskap av den heta amerikanske hotellgästen Guy Chambers (Richard Gere) Nu drömmer ägaren Sonny (Dev Patel) om att expandera samtidigt som han planerar sitt stundande bröllop vilket leder till en del inte helt genomtänkta beslut.

## Rollista
| Judi Dench       | – Evelyn Greenslade |
| Maggie Smith     | – Muriel Donnelly   |
| Bill Nighy       | – Douglas Ainslie   |
| Dev Patel        | – Sonny Kapoor      |
| Lillete Dubey    | – Mrs. Kapoor       |
| Celia Imrie      | – Madge Hardcastle  |
| Penelope Wilton  | – Jean Ainslie      |
| Ronald Pickup    | – Norman Cousins    |
| Diana Hardcastle | – Carol Parr        |
| Tina Desai       | – Sunaina           |
| David Strathairn | – Ty Burley         |
| Richard Gere     | – Guy Chambers      |